# آرست (سم)
آرست (به فرانسوی: Arrest) یک کمون در فرانسه است که در canton of Saint-Valery-sur-Somme واقع شده‌است. آرست ۱۱٫۱۵ کیلومتر مربع مساحت دارد ۵۴ متر بالاتر از سطح دریا واقع شده‌است.